# Зоопарк

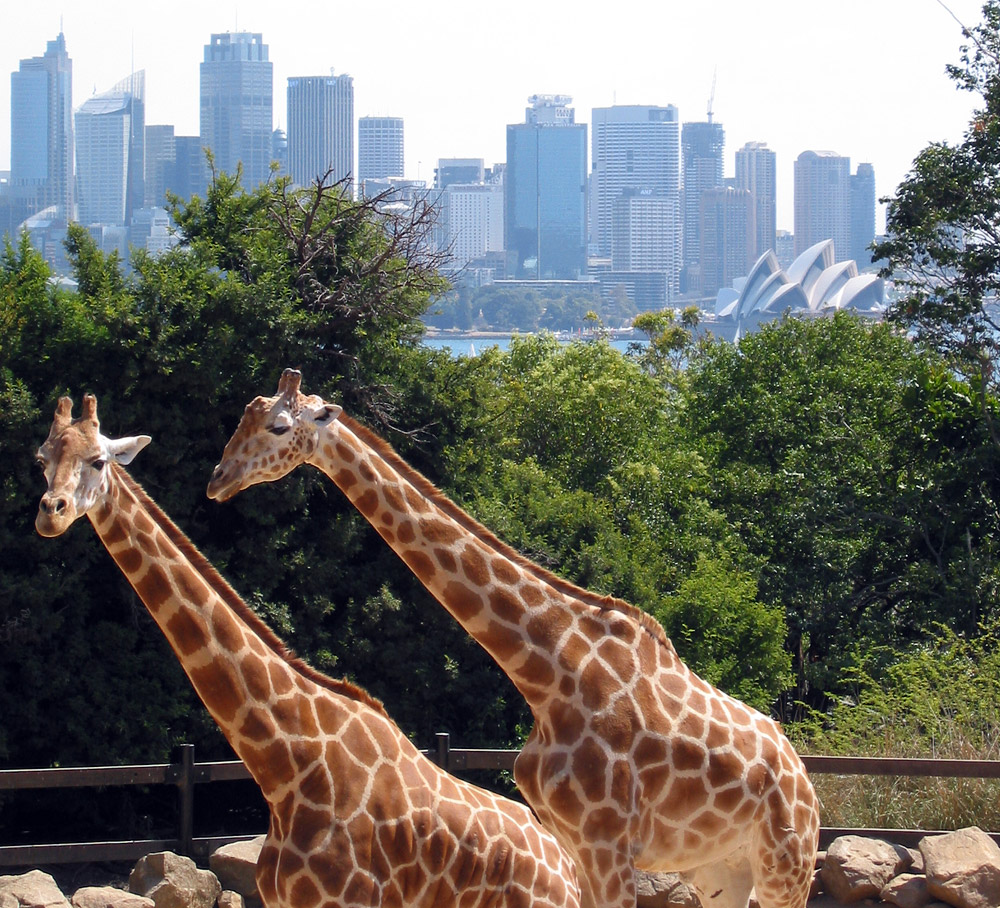
Жирафи в Зоопарку Таронга, Сідней

Зоопа́рк (зоологічний парк) — територія, спеціально створена людиною, з будівлями і обладнанням для утримання, збереження, розмноження рідкісних видів та прилюдного показу тварин. Вживається (особливо в країнах Заходу) також назва Zoo і близьке найменування — зоосад, яке було вперше вжито 1828 року як Лондонський зоологічний сад (англ. London Zoological Gardens), згодом скорочено до zoo.
Зоопарк (поступово в Україні приживається сучасний вираз Зоопростір) — одна з унікальних лабораторій зі збереження різноманітності тваринного світу і музей живої природи, створений людиною, що має науково-просвітницьке значення.
Сучасні зоопарки та акваріуми часто є «банками генів» для зникаючих видів . У деяких випадках види, які вимерли в дикій природі й вирощувалися в зоопарках, врешті-решт повертаються в дику природу. Прикладами є чорноногий херре, каліфорнійський кондор, кінь Пржевальського, червоний вовк, мікронезійський коник та арабський орікс.

## Статус і завдання зоологічних парків
Зоологічні парки постають задля організації екологічної освітньо-виховної роботи, забезпечення експозицій рідкісних, екзотичних та місцевих видів тварин, збереження їх генофонду, вивчення дикої фауни і розробки наукових основ її розведення у неволі. Велику знаність здобувають зоопарки, які призначені для дітей, а саме дитячі контактні зоопарки. В Україні, майже у всіх великих містах цей вид зоопарку знайшов своїх прихильників.
Зоологічні парки загальнодержавного значення є природоохоронними культурно-освітніми та науково-дослідними установами. У зоопарках світу сьогодні утримується понад 700 тисяч особин, що представляють 3000 видів ссавців, птахів, плазунів і земноводних. Основна увага в зоопарках направлена на збереження «харизматичної фауни» (панди, слони, жирафи, тигри, примати та інші). Накопичується досвід повернення до природи видів, збережених в зоопарках. У Швеції, ФРН, Австрії, Франції після розведення в неволі, в ліси реінтродуковано рись. 1995 року в США розпочато виконання програми з реінтродукції сірих вовків в Єллоустонський національний парк з метою відновлення рівноваги між хижаками і травоїдними, що існували в цьому регіоні до втручання людини.
Внесок зоопарків у збереження біорізноманіття тварин дуже великий. Завдяки їм врятувалася низка видів рідкісних тварин, які зникли в дикій природі — кінь Пржевальського, зубр, олень Давида, біла антилопа, гавайська казарка, лайсанський чирок і багато інших.
Крім зоопарків, існують і спеціальні центри розмноження рідкісних видів — Окський державний журавлиний розплідник, Приоксько-Терасний зубровий розплідник тощо. У деяких країнах створені «центри реабілітації» для надання допомоги пораненим і хворим тваринам — в Україні з квітня 2011 року, на теренах НПП "Синевир" вперше запрацював Реабілітаційний центр для бурих ведмедів, що посідає площу 12 Га. Багато таких центрів існує у Франції. Після лікування більшість тварин відпускають, але деяких доводиться залишати в неволі через їх нездатність самостійно вижити в природі. На численних рибозаводах розводять риб рідкісних видів, молодь яких випускають в річки і озера. Згідно з даними на сайті Держрибагентства, державні рибозаводи України 2020 року випустили у водойми 16,1 млн штук молодняку риб.
Цікаво, що на теренах Чорнобильської зони за більш ніж три десятиліття відсутності там людей, відродився тваринний світ. Тут тепер живе багато різноманітних тварин: олені (близько 1000), лосі, дикі свині, вовки (біля 100 особин — це більше ніж у дикій природі Франції та Німеччини разом узятих), рисі, сарни, коні Пржевальського — є навіть стадо здичавілих корів кероване дорослим бугаєм. Уперше за останні 100 років, ще-й з'явилися ведмеді. [Архівовано 30 вересня 2021 у Wayback Machine.]

## Історія виникнення зоопарків
Одним з прадавніх зоопарків вважається сад Амона, або акліматизаційний парк Єгипту, створений приблизно за 1500 років до нашої ери фараоном Тутмосом III. Повертаючись з військових походів, він привозив у Фіви, свою столицю, різноманітних тварин. А його мачуха навіть споряджала спеціальні експедиції за тваринами в Пунт (тепер Сомалі). У цьому парку, розташованому в західній частині міста, містилися багато тварин північно-східної Африки; особливо багато було різновидів риб та водоплавних птахів.
У XII столітті до н. е., як оповідає китайська «Священна книга пісень», імператором Вен Ваном між Пекіном і Нанкіном був заснований сад для утримання диких тварин. За різними відомостями він посідав від 400 до 600 га і називався «Парк розуму»(чи «Сад знань»).
У древній ассирійській державі в межиріччі Тигра і Євфрату також існували зоосади, де тварини перебували на величезних захищених територіях. Причому часто ці зоосади мали певну направленість: цариця Семіраміда вважала за краще тримати у неволі леопардів, її син Нініа — левів, а цар Ашшурбаніпал — верблюдів і левів. У X столітті до нашої ери, був зоопарк і у царя Соломона.
Коли з'явилися зоопарки в Західній півкулі, точно невідомо, але колекціонування тварин було дуже поширено в Мексиці. У 1519 році, коли іспанські завойовники увірвалися в столицю ацтеків, то у володіннях правителя Монтесуми вони виявили чудовий облаштований зоопарк з безліччю тропічних птахів. Птахів обслуговували 300 робітників, з яких частина переймалася тільки ловлею комах для годування. Там же жили й хижі птахи, на годування яких щодня витрачалося 500 індичок. У резиденції Монтесуми був будинок для хижих ссавців, загороди для копитних; для плазунів були влаштовані спеціальні приміщення.
У Європі перші зоопарки з'явились, напевно, у древніх греків і римлян. Причому допитливі і освічені греки широко використовували зоопарки для вивчення тварин. Александр Македонський посилав своєму вчителеві Арістотелю не лише шкури, але і живих звірів і птахів з усіх завойованих ним країн. Арістотель утримував їх у спеціальному парку в Афінах, описував їх життя і звички, вивчав анатомію і фізіологію. Гіппократ випробовував ліки на тваринах.
Близько 300 р. до н. е. в Рим уперше були доправлені чотири слони, здобуті у війні проти царя Пірра. У I столітті до н. е. імператор Октавіан Август утримував 3500 тварин, у тому числі 260 левів, 420 леопардів, 36 крокодилів, 600 різних хижаків Африки, а також бегемотів і носорогів. Жителі Древнього Риму полюбляли видовища, але видива криваві. Влаштовувалися битви між людьми і дикими тваринами, потім бої звірів — слонів з левами або биків з леопардами. Застосовувалося масове цькування звірів. Для утримання диких тварин в цей час створювалися спеціальні споруди. У Римі був побудований величезний віварій і численні клітки з вигулами для хижаків, парками для оленів і інших копитних, великими майданчиками для слонів. З падінням Римської імперії було зруйновано і багато споруд для тварин, тому римляни впродовж декількох століть не бачили диких екзотичних звірів.
Справжні відомості про перші європейські зоопарки дійшли до нас лише з X століття нашої ери. На початку XII століття був створений перший англійський зоопарк у Вудстоку, що прославився найбагатшою колекцією великих диких кішок. В епоху відродження існував прекрасний звіринець у Флоренції. На початку XIV століття велика колекція диких тварин була в резиденції французького короля Філіппа VI. Пізніше Людовик XI заснував зоологічний сад в передмісті міста Плессі-ле-Тур, а наприкінці століття ця колекція була переміщена до Лувру, де була поповнена дикими тваринами, доправленими з Північної Африки.
Одним з перших непересувних звіринців в Німеччині був Дрезденський, заснований 1554 року, який розміщувався в резиденції саксонських князів. Але термін «зоопарк»(«Tiergar-ten») в Німеччині уперше був вжитий 1451 року для назви парку в у Штутгарті.
У Португалії перший звіринець створено 1517 року, а в 1726 році звіринець, що належав королівському двору, став основою для одного із давніх зоосадів Європи — Лісабонського.
У Іспанії королівський звіринець Карла III, засновано 1774 року, у 1869 р. він був перетворений на зоологічний сад Мадрида.
У Нідерландах в парку графа Гаазького в XIV столітті містилися леви, хижі птахи та інші тварини.
У Франції біля 1570 р. Карл IX побудував звіринець в центрі Парижу, а Людовик XIV доручив архітекторові Ле Be побудувати у Версальському парку палацовий звіринець. Цей звіринець призначався лише для королівської сім'ї. Архітектор розташував приміщення і вигули для тварин радіально у вигляді наполовину розкритого віяла. З центру від місця «розкриття віяла» можна було одночасно бачити усі живі експонати. Це архітектурно-планувальне рішення згодом отримало поширення у багатьох звіринцях, які були побудовані за зразком Версальського.
У Австрії перший звіринець заснував Максиміліан І. У 1752 році імператор Франц I створив другий звіринець, який існує і донині поблизу палацу Шенбрунн. Вважається, що перші звіринці в Московському царстві з'явилися під час правління Івана Грозного, 1571 року. Один з них мав завдовжки 5 сажнів і був розділений на три частини, де жили тільки бурі ведмеді. Інший розміщувався на Червоній площі біля Кремля, де біля Микольських воріт в рові містилися леви, подаровані англійською королевою, та слон, привезений з Аравії. Левовий рів примикав до стіни Китай-міста. Леви перебували на цьому місці і за часів розквіту, і в смутний час. Поступали звірі до Московії як подарунки. Проте задовго до цього (з 1061 року) існував зоопарк в Новгороді, на Софійській стороні, де знаходився Звірино-Надіїнський монастир. У цьому зоопарку містилися не лише тварини місцевої фауни, але і рідкісні тварини, яких привозили з далеких країн купці і мандрівники.
У 1663 році цар Олексій Михайлович в підмосковному селі Ізмайлове організував господарський хутір, де розвивалося бджільництво, садівництво, скотарство. На теренах хутора влаштували і звіринець, найбільший з усіх звіринців XVII століття у Московському царстві. Там містилися кабани, лосі, олені, вовки, ведмеді, були навіть леви, тигри, барси; був і пташиний двір. Причому тварини утримувалися не лише в клітках, але і в загородах, і навіть на волі. Звіринець проіснував більше 100 років. Поступово Ізмайлове втратило своє минуле значення царської садиби, і 1765 року палац був зруйнований, господарство розвалилося, люди роз'їхалися, а залишки звіринця в 1812 році були знищені французами під час нашестя на Москву.
У Петербурзі різні дикі тварини утримувалися з початку XVIII століття. Першим в Російській Імперії громадським зоопарком, відкритим для широкого відвідування, став Московський зоопарк, заснований 1864 року. Його засновник — великий учений і громадський діяч професор А. П. Богданов писав, що установа ця повинна бути не лише прибутковою або розважальною, але й повинна служити просвіті народу і справі збереження рідкісних тварин. Проте за чотири роки після відкриття зоопарку в Москві, Богданов вимушений був відмовитися від власних високих ідей, і парк перетворився на чисто комерційний заклад, де тварини містилися за огидних умов.
Такими були усі зоосади і численні пересувні звіринці. Передові люди як в Росії, так і у багатьох країнах світу намагалися перетворити зоопарки на наукові і освітні установи. Таку спробу зробив Карл Гаґенбек, відомий торговець тваринами. Він став засновником справжнього зоологічного парку - у повному розумінні цього слова – без грат і з великими природніми вольєрами. Він відкрив зоопарк, який сам спроектував таким чином в 1907 році в Гамбурзі в Німеччині. Проекти його вольєрів досі беруть за приклад провідні зоопарки світу.
Багато сил створенню зоопарків, в яких тварини по можливості краще б переживали неволю, віддав Альфред Брем. Спочатку в Гамбурзі, а потім у Берліні він спробував створити зоопарки, які стали б і науково-просвітніми установами, і допомогли б зберігати рідкісних тварин. Заслуга Брема в тому, що він зумів розробити теорію майбутніх зоопарків, яка здійснюється на практиці тільки зараз.
Один з перших звіринців правобережної України з'явився у 1860-х роках в Олександрії.  У Києві, професура та громадські активісти також вирішили створити зоосад, адже "Товариство любителів природи" утворилося неформально ще наприкінці 19 століття бо в той час бурхливо розвивалася ця справа. Сам зоосад виник 1907 року та розташовувався на теренах ботанічного саду, який примикає до університету Шевченка.
На півдні України, спроби створити у Асканії-Новій зоопарк такого типу зробив в 1889 році Ф. Фальц-Фейн. Син багатого поміщика, він мав можливість не думати про прибутковий бік справи, а просто розміщував тварин у стерпних умовах, піклувався про них. Проте зоопарк Фальц-Фейна на той час був винятком. Здебільшого, зоопарки були видовищно-комерційними установами, куди багато хто ходив розважитися, де навіть можна було дратувати звірів і птахів, познущатися з них. Не дивно, що більшість порядних людей того часу дуже негативно ставилися до зоопарків та звіринців. 
Сьогодні (ХХІ ст.) створюються зоопарки, де тваринам забезпечені умови, якнайбільше наближені до природних. 
Визначну роль в історії зоопарківської справи відіграв всесвітньо відомий  британський натураліст і письменник Джеральд Даррелл. У 1959 році Даррелл створив на острові Джерсі зоопарк, а в 1963 році на базі зоопарку був організований Джерсійський трест збереження диких тварин. 
Його основна ідея полягала в розведенні рідкісних тварин в умовах зоопарку і подальшому розселенні їх в місця природного існування. У 21-му столітті ця ідея стала загальноприйнятою науковою концепцією. Якщо б не Джерсійський трест, багато видів тварин збереглися б тільки у вигляді опудал у музеях. Завдяки Фонду від повного зникнення були врятовані рожевий голуб, маврикійський боривітер, левовий тамарин золотий, промениста черепаха з Мадагаскару і багато інших видів.

## Пересувні звіринці
Подекуди, зоопарками для більшого охоплення населення й одержання прибутку, організовувалися пересувні звіринці, умови утримання тварин в яких не відповідали принципам гуманності суспільства. Внаслідок цього, статтею 25 Закону України «Про захист тварин від жорстокого поводження» створення пересувних звіринців в Україні заборонено.

## Критика зоопарків
Утримання диких тварин у зоопарках все частіше викликає критику захисників тварин. Вони звинувачують зоопарки в порушенні прав диких тварин на свободу, використання звірів у комерційних цілях, сприянні контрабанді дикими тваринами. Наприклад, за жорстоке поводження з тваринами Київський зоопарк у 2007 р. був виключений з Європейської асоціації зоопарків та аквапарків (5). У Черкаському зоопарку були випадки загибелі тварин через холод і погане з ними поводження, в Гродненському зоопарку в 2008 р. прорвало гарячу воду і загинули вовки.

## Зоопарки в Україні
Одними з найбільш провідних зоопарків в України є зоопарки Миколаєва, Харкова, Києва та Черкас. В останні роки ці зоопарки мають гарний показник поліпшення вольєрів і експозицій для тварин. Кращим зоопарком в Україні є Миколаївський зоопарк. Він має великий досвід утримання та розведення рідкісних тварин з усього світу. В Миколаївському зоопарку живуть тварини, які більше не представлені в жодному зоопарку України. 
- Асканія-Нова (заповідник)
- БІОпарк "Золотий фазан"
- БІОН Тераріум Центр
- Екопарк Ковалівка
- Луцький зоопарк
- Меденицький зоопарк
- Миколаївський зоопарк
- Одеський зоопарк
- БІОпарк Одеса
- Рівненський зоопарк
- Харківський зоопарк
- Черкаський зоопарк

## 10 найкращих зоопарків світу за версією Форбс
1. Сингапурський зоопарк (Сингапур)
2. Зоопарк Рануа (Фінляндія)
3. Лондонський зоопарк (Англія)
4. Празький зоопарк (Чехія)
5. Єрусалимський зоопарк (Ізраїль)
6. Зоопарк Чіанг-Май (Таїланд)
7. Берлінський зоопарк (Німеччина)
8. Багдадський зоопарк (Ірак)
9. Зоопарк Австралії імені Стіва Ірвіна (Австралія)
10. Зоопарк Маямі (США)